# Per-Erik Hedlund
Per-Erik Hedlund (Särnaheden, 18 april 1897 - Särna, 12 februari 1975) was een Zweeds langlaufer. 

## Carrière
Hedlund nam tweemaal deel aan de Olympische Winterspelen en won in 1928 de gouden medaille op de 50 kilometer. Tijdens de wereldkampioenschappen van 1933 won Hedlund de gouden medaille op de estafette. Hedlund won in 1926 en 1928 de Wasaloop.

## Belangrijkste resultaten

### Olympische Winterspelen
| Editie | Plaats              | Resultaten                 |
| ------ | ------------------- | -------------------------- |
| 1924   | Chamonix-Mont-Blanc | 6e 18 km Uitgevallen 50 km |
| 1928   | Sankt Moritz        | 6e 18 km · 50 km           |

### Wereldkampioenschappen langlaufen
| Jaar | Plaats       | Resultaten           |
| ---- | ------------ | -------------------- |
| 1928 | Sankt Moritz | 6e 18 km · 50 km     |
| 1933 | Innsbruck    | 6e 50 km · estafette |